# Paradise Now - Journal d'une femme en crise
Pour plus de détails, voir Fiche technique et Distribution.
Paradise Now - Journal d'une femme en crise est un film français réalisé par Yolande Zauberman et sorti en 2004.

## Fiche technique
- Titre : Paradise Now - Journal d'une femme en crise
- Réalisation : Yolande Zauberman
- Scénario : Julien Husson et Yolande Zauberman
- Photographie : Yolande Zauberman
- Montage : Sélim Nassib-Turquier et Julien Husson
- Production : Les Films sauvages
- Pays de production :  France
- Genre : documentaire
- Durée : 71 minutes
- Date de sortie : France - 6 juillet 2004[1]

## Sélection
- Berlinale 2004 (section « Forum »)[2],[3]